# Erick Corrales
Erick Alberto Corrales Barrantes (sinh ngày 1 tháng 11 năm 1984) là một tiền đạo bóng đá người Costa Rica thi đấu cho Municipal Grecia.

## Sự nghiệp câu lạc bộ
Năm 2009 Corrales ra nước ngoài thi đấu tại đội bóng El Salvador Nejapa. Vào tháng 8 năm 2013, La China trở lại Barrio Mexico.